# 特別席
特別席（とくべつせき）とは、座席の内、特に主宰者・主催者が定めた基準を以て作られる座席を指す。一般には通常の座席に比べ、「使用する椅子が豪華である」、「種類が違う」、「座席から鑑賞しやすい」など、他に比して優位になっているものをいう。また座席だけではなく区切られた個室となっており、空調管理などがされている場合もある。転じて、そういった条件を一つでも満たす事がある場合に比喩的にいう場合がある。

## スタジアム
公共のスポーツ施設であるスタジアムでは入場客数を収容定員にできるだけ近づけるとともに、シートに付加価値を付けるなど単価を上げるなど入場料確保が重要である。
欧米では企業接待にスポーツの人気カードの観戦が商取引の手段として用いられており、スタジアムやアリーナの重要な収入源になっている。

### アメリカ合衆国
アメリカの4大スポーツでは合計8,090室の特別室（luxury suits）と15万1,451席のシーズンシート（プレミアムシート、premium seats）が設けられている（1997年現在）。
1997年の特別室（luxury suits）とシーズンシート（プレミアムシート、premium seats）の年間売上高（推計）は、NFLが2億6035万ドル、MLBが2億1438万ドル、NBAが2億6560万ドル、NHLが2億1542万ドルであった。

### イギリス
ラグビー・フットボール・ユニオン（イングランドラグビー協会）の本拠地であるトゥイッケナム・スタジアムには76室のスイートルームと4,400席の特別席が設けられている（2003年現在）。

### 日本
東京ドームや福岡ドーム（ヤフオクドーム）には特別室が設けられている。

## 公共交通機関

### 鉄道
鉄道の場合、かつての運賃に差を付けた等級制度からきているものが多い。日本では1969年以降、日本国有鉄道が一等車をグリーン車とし「特別車両」という扱いにしたため、それ以降単純に「グリーン車に設置している座席」＝特別席となっている事例が多い。しかし、それ以前の等級制度下でも存在はしていた。

#### 国鉄・JR
日本国有鉄道・JR各社では以下のような流れがあった。

##### 等級制度下での「特別席」
三等級制下では、以下のものがあった。
1. 一等展望車における「特別室」
2. 二等車「特別室」
3. 特別二等車

このうち、前2者は個室であり、かつ（当然の事ながら）一等車利用者に向けられたものである。そのため、乗客自体も政府高官や華族などに限られたため、一般的といえなかった。なお、二等車特別室は1934年に主要幹線の急行・直行列車以外の一等車両連結廃止によるため、実質的には一等車のそれを格下げしたものであったとされる。
しかし、戦後1950年に登場した特別二等車は1950年の設定時より一等車と二等車の中間として設定されており、主に特別急行列車・急行列車での連結が主体であった。その内後者については、乗車に対しても座席指定制とするなど、「特別な存在」として初めて意識されるものであった。なお、この制度は形式上三等級制廃止となる1960年まで存続した。
1960年に従来の三等級制を廃し二等級制を採用したが、東海道本線特急「つばめ」・「はと」の電車化に伴い、それ以前の一等車並みの座席を用いたクロ151形車両については「パーラーカー」と称され、一等車運賃・特急料金とは別に特別座席券を徴収した。なお、「パーラーカー」には区分室（コンパートメント）と開放室があったがいずれも特別座席券としては同額であった。
しかし、1964年に東海道新幹線開業により東海道本線特急群は廃止。山陽本線特急「つばめ」・「はと」・「しおじ」などに転用されたが、パーラーカー利用率の低下から開放室座席は1966年から1968年にかけて二等車に改造された（クロハ181形）。一等車のまま残された区分室のみは特別座席券が残されたが、1969年の等級制の廃止に伴い一般のグリーン車と同じ扱いとなった。
なお、一般のグリーン車扱いとなった区分室は、1973年に山陽本線から181系電車が撤退するのに合わせて車両そのものが通常の普通車に改造されて姿を消している。
制度として「パーラーカー」が廃止された1969年以降、他の交通機関との競争が出てくる1980年代に入るまで、事実上普通車とグリーン車の中間は存在しなかった。

##### グリーン車と特別席の乖離
1980年代以降、高速バスや航空機などの競争に対して主に特別急行列車や急行列車で座席指定券を要する座席指定席と自由席の腰掛で差異をつけることで需要喚起を行うとされたが、グリーン車自体も1975年より1984年まで料金値上げにより利用率の減少があり、それに伴い余剰となったグリーン車を活用すると言う意味合いがあった。
これは1980年に四国総局（現・JR四国）管内運行の急行列車で初めて実施された。グリーン車連結を廃止しそのまま普通車座席指定席に転用したものである。
また、1980年代以降、主に高速バスとの競争に対して、速度が遅く居住性が劣り車両も老朽化した急行列車を吸収する形で運行本数を増やした特急「あずさ」や「あさま」では、座席指定券を要する座席指定席と自由席を腰掛で差異をつけることで需要喚起を行う方法を取った。これらの特急列車群に連結されていたグリーン車については車内での飲料サービスなどで対応する事で差別化を図った。
しかし、1990年代中盤以降、旧国鉄から引き継いだ車両から自社製造の車両に移行したことや、車両の改修により普通車で座席指定席と自由席との差違をつけることが明確ではなくなる場合も見られるようになってきている。また、グリーン車の需要の低下により、東日本旅客鉄道（JR東日本）・九州旅客鉄道（JR九州）では自社内運行の特急・急行列車での利用に関しては値下げを行うなど、普通車の特別席はあまり例を見なくなる。
なお、特異な例として北海道旅客鉄道（JR北海道）の「uシート」が挙げられる。詳細は当該記事を参照されたい。この車両は運用の兼ね合いからのちに同社の電車特急列車の座席指定席での運用もなされている。

##### グリーン車の「特別席」
先に述べた通り、グリーン座席の需要自体がいわゆるバブル崩壊以降後退しており、利用喚起のためJR東日本・JR九州では自社内運行の特急・急行列車での利用に関しては値下げを行なった。また、ほかのJR各社では車両の更新に際して需要に見合わないためグリーン座席の設定自体を取りやめる事例もあるが、他方で従来のグリーン座席を上回る「特別席」を別途設置した事例もある。ただし、これらも「特別車両の一種」とJRの旅客営業規則上規定されている。
JR九州では787系電車のグリーン座席を改修し「DX（デラックス）グリーン席」を設置した。これは単純に腰掛の差違のみならずサービスの面でも差違を計っている。
JR東日本は東北新幹線全線開業に伴い製造したE5系に「グランクラス」を設定した。詳細は同席の項目に譲るが、以降北陸新幹線金沢延伸を見据え製造したE7系にも同座席を設定した。また、サフィール踊り子用のE261系電車に「プレミアムグリーン車」を設定している。

##### 寝台車の「特別席」
「北斗星」にA寝台として連結した1人用個室「ロイヤル」及びそれ以降の個室寝台の中には「特別A寝台」として設置されているものがあった。これは当時のオロネ25形を基準とした「個室A寝台」の設備を上回る、個室用ユニットバスの設置や補助ベッドの設置などがされているもの。

#### 私鉄での事例
私鉄で自社内で設定しているものに以下のものがある。なお、旧国鉄・JRとの乗り入れに伴うものについては「グリーン車#JR以外のグリーン車」を参照されたい。
- 長野電鉄：2100系（愛称「スノーモンキー」）の1号車に4人用個室[5]「Spa猿〜ん」が設定されている。
- 名古屋鉄道：特急及び快速特急に、普通車より上級の接客設備（リクライニングシート等）とした「特別車」を連結している。
- 近畿日本鉄道：特急専用車両の内、21000系「アーバンライナープラス」・21020系「アーバンライナーnext」・23000系「伊勢志摩ライナー」・26000系「さくらライナー」の更新車に特別席「デラックスシート」（デラックスシート車・デラックスカー）を設けている。80000系「ひのとり」においては、プレミアム車両と呼ばれる上級クラスを設定している。なお、2013年3月に運行開始した新型特急50000系「しまかぜ」と2016年9月に運行開始した特急16200系「青の交響曲」については、全車・全席がデラックスシート以上のレベルの客室となり、デラックス料金とは異なる料金体系（特別車両料金）が導入されている。
- 南海電気鉄道：全車座席指定席の空港特急「ラピート」では特別席として「スーパーシート」が設けられている。
- 京阪電気鉄道：快速特急及び特急に、普通車よりも上級の接客設備とした「プレミアムカー」が連結されている。8000系・3000系ともに6号車に連結されており、全席にコンセント、テーブル、ドリンクホルダーが配置され、フリーWiFiがあるなど設備が豪華になっている[6]。8000系一般車が2+2アブレストのところ、8000系・3000系ともに「プレミアムカー」は2+1アブレストになっている。

### 航空機
航空機では、以下のものがある。
- 全日本空輸（ANA）が日本国内で運航している国内線の航空路線の上級座席について、「プレミアムクラス」と称する。また、これに準ずる特別座席を国内線の航空路線で有している会社もあり、日本航空（JAL）では「クラスJ」と称する。これらについてはスーパーシートを参照のこと。

### 船舶
船舶では、以下のものがある。
- 箱根海賊船では、加算料金で特別船室が用意されている。